# Philipp Hansa

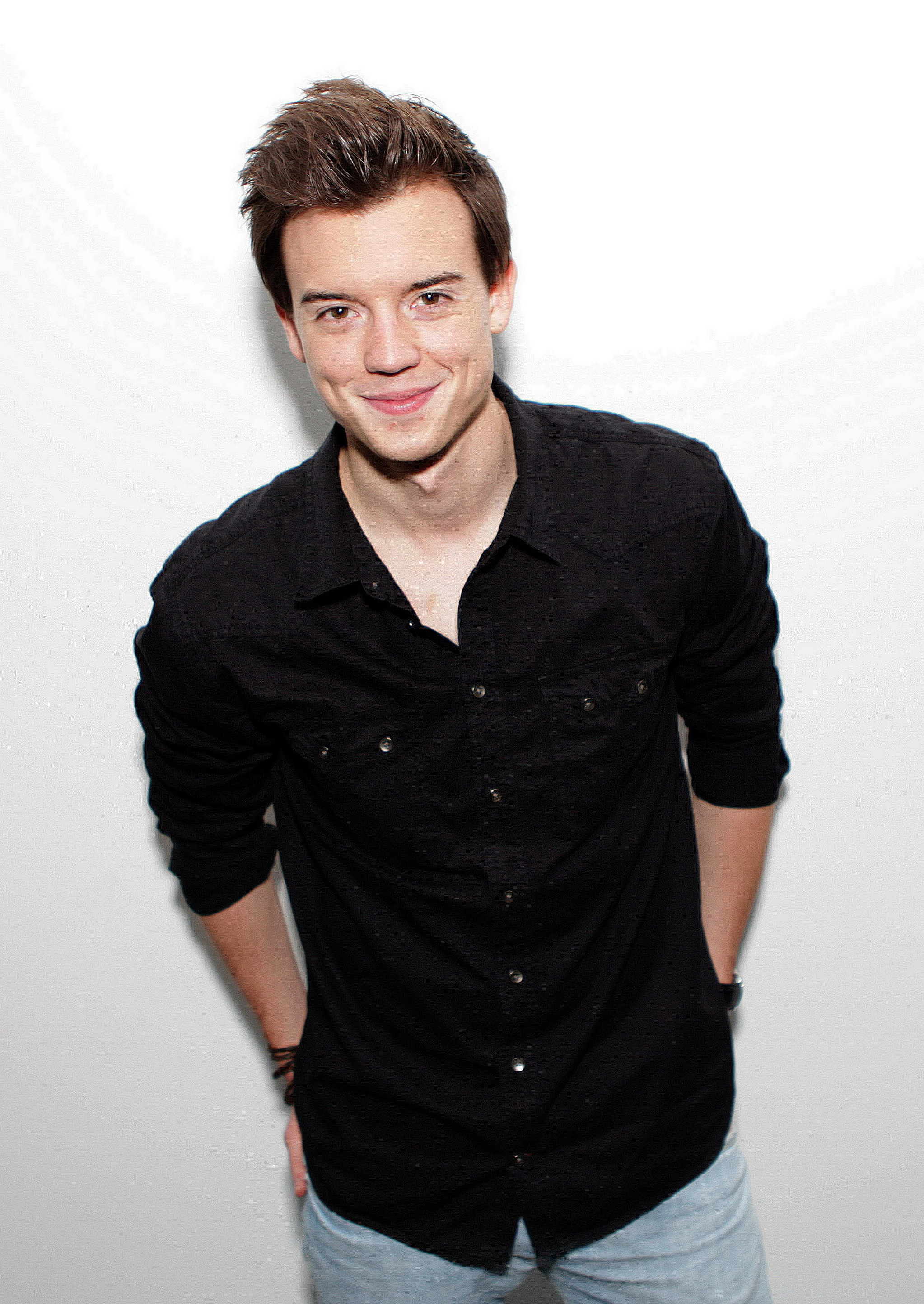
Philipp Hansa (2015)

Philipp Hansa (Graz, 3 juni 1990) is een Oostenrijkse radio- en televisiepresentator en programmamaker.

## Biografie

### Opleiding
Hansa groeide op in Graz. Van 1996 tot 2000 volgde hij de lagere school in de Nibelungengasse en daarna het Akademisches Gymnasium Graz, waar hij in 2008 zijn matura behaalde. In 2007 volgde hij onderwijs aan de Nambour State High School in het Australische Queensland. Van 2009 tot 2013 studeerde hij bedrijfskunde aan de Karl-Franzens-Universiteit Graz en de Wirtschaftsuniversität Wien.

### Loopbaan
Tijdens zijn studie liep Hansa in 2011 stage bij de radiozender Hitradio Ö3. Vanaf januari 2012 is hij vast in dienst bij de zender. Aanvankelijk werkte hij als creatief medewerker op het gebied van comedy, programmavormgeving en als stemacteur voor promospots, reportages en sketches. Zijn doorbraak beleefde hij met het personage Hansmann kann.
Sinds februari 2015 presenteert hij één week per maand de ochtendshow Ö3-Wecker, als opvolger van Andi Knoll. Daarmee werd hij de jongste presentator ooit van het programma. De show is met circa twee miljoen dagelijkse luisteraars het best beluisterde ochtendprogramma in Oostenrijk.
Sinds 2022 presenteert hij samen met astrologe Gerda Rogers het programma Treffpunkt Sternstunden.

### Acteerwerk
Hansa is ook als acteur actief. Hij speelde in korte films als Das Fest der Liebe (2012), Zuckerberg (2012) en Last Willage (2014). Daarnaast had hij in 2013 een bijrol in een aflevering van de misdaadserie SOKO Donau/Wien. In 2014 speelde hij mee in de experimentele film Karussell van Gerda Leopold, die in 2016 in première ging in Karlsruhe.

### Verdere activiteiten
In 2016 werd Hansa bekroond met de Oostenrijkse Radioprijs als beste nieuwkomer.
Sinds 2019 treedt hij op als puntenvoorlezer namens Oostenrijk tijdens het Eurovisiesongfestival.
Samen met Gabi Hiller en Paul Pizzera maakt hij sinds 13 februari 2020 de wekelijkse podcast Hawi D’Ehre. In 2022 werd het podcastformat ook live op het podium gebracht, onder meer in de Wiener Staatsoper.
In 2021 en 2022 verzorgde Hansa achtergrondinformatie en commentaar bij de talentenshow Starmania op ORF, naast presentatrice Arabella Kiesbauer.

## Prijzen en onderscheidingen
- 2015, 2016, 2017 – Oostenrijkse Radioprijs in goud (categorie: beste ochtendprogramma) voor Ö3-Wecker
- 2016 – Oostenrijkse Radioprijs in goud (categorie: beste nieuwkomer)
- 2017 – Beste radio-innovatie in goud voor Generation What?
- 2019 – Oostenrijkse Inclusieprijs (categorie: Wenen) voor de uitzending Ich will und ich kann arbeiten! Und ich verdiene eine Chance!
- 2019 – Vermelding in de lijst 30 onder 30 journalisten van Oostenrijk van het vakblad Der Österreichische Journalist

## Filmografie (selectie)
- 2013: Das Fest der Liebe (kortfilm)
- 2014: SOKO Donau – aflevering Ein ungelebtes Leben
- 2014: Last Willage (kortfilm)
- 2014: Karussell